# Anthura filiformis
Anthura filiformis är en kräftdjursart som beskrevs av Lucas 1849. Anthura filiformis ingår i släktet Anthura och familjen Anthuridae. Inga underarter finns listade i Catalogue of Life.